# Гобдич Микола Миколайович
Мико́ла Микола́йович Го́бдич (28 березня 1961, Битків) — український хоровий диригент, засновник і керівник муніципального Камерного хору «Київ», лавреат Національної премії імені Тараса Шевченка, народний артист України (2018).

## Життєпис
Народився 1961 року в карпатському містечку Биткові. Закінчив Дрогобицьке музичне училище та Київську консерваторію (клас професора В. Т. Чуби). Працював хормейстером у Чоловічій хоровій капелі імені Левка Ревуцького та Академічному хорі «Думка». Від 1990 року — музичний директор і диригент Камерного хору «Київ», а також засновник фестивалю хорового співу «Золотоверхий Київ».
Микола Гобдич проводить плідну роботу з розшифрування і видання забутих чи заборонених творів спадщини українського хорового мистецтва. Ці твори музикант укладає у нотні збірки, записує з хором «Київ» та видає на компакт-дисках.
Виступав у Карнегі-холі (перший українець за 70 років, хто досяг цього мистецького «подіуму»), концертному залі ВВС (Лондон); Нотр-Дам'ах та Катедральних соборах у містах Франції, Берлінському соборі у Німеччині, у філармоніях Утрехта, Роттердама, Амстердама, Берліна, Мінська, Києва та інших концертних залах.
Є членом Комітету з Національної премії України імені Тараса Шевченка (з грудня 2016).

## Відзнаки і нагороди
Здобутки хору відзначені нагородами:
- Золотим дипломом на І конкурсі хорів ім. Р.Шумана, Цвікау (Німеччина, 1992)
- Першою премією на ХІІ конкурсі музики церковної, Гайнівка (Польща, 1993)
- Гран Прі на VI Міжнародному хоровому конкурсі, Слайго (Ірландія, 1993)
- Другою премією на 49 Міжнародному хоровому конкурсі, Лланголен (Валія, 1994)
- Гран Прі на ХХ конкурсі серед лауреатів попередніх років, Гайнівка (Польща, 1996, 2001)
- Заслужений діяч мистецтв України (1997)[3]
- Національною премією України імені Тараса Шевченка (2007)
- Народний артист України (2018)